# أسماك العظم
تنتمي الأسماك العظمية إلى فصيلة (البوليداي) المنحدرة من الأسماك شعاعية الزعانف المشهورة باسم سمك المسابقات في فلوريدا، وبعض المناطق المختارة في جنوب المحيط الهادئ، وجزر البهاما (حيث يوجد رسم لسمكتين عظميتين على عملة العشر سنتات)، وبعض المناطق الأخرى. وتعد هذه الفصيلة صغيرة، حيث يوجد بها اثنا عشر نوعًا مقسمين على جنسين.
حاليًا تم إدراج الأسماك العظمية تحت الرتبة: الخاصة بها وهي ألبوليات الشكل) (/[invalid input: 'icon']ˌælbjʊl[invalid input: 'ɨ']ˈfɔːrmiːz/). وقد كان كل من سبيني ايل (ثعبان البحر الشوكي) (نوتاكانثيداي) وثعبان الهالوسور البحري (هالوساوريداي) مدرجين مسبقًا تحت ذات الرتبة،  أما الآن، فطبقًا لـ قاعدة معلومات أنواع الأسماك (FishBase)، فتدرج تلك الأسماك تحت الرتبة الخاصة بها، وهي نوتاكانثيفورمات (Notacanthiformes).
وقد تم صيد أكبر سمكة عظمية في نصف الكرة الغربي وبلغ وزنها 16 رطلاً، و3 أونصات بالقرب من ساحل إسلامورادا، فلوريدا، في التاسع عشر من مارس لعام 2007.

## الوصف

### ألبولا (Albula)
يعتبر أقرب الأقرباء للأسماك العظمية سمكتي الطربون (tarpon) والليدي فيش (ladyfish) من رتبة الإلوبيات (Elopiformes). وتختلف الأسماك العظمية عن أسماك الطربون من حيث شكل الفم، حيث يكون الفم تحت الخطم وليس في منتهاه، كما أن الأسماك العظمية تفتقر إلى الخطم الجاحظ الذي تملكه أسماك الطربون. وتتشابه الأسماك العظمية مع كلٍ من أسماك الطربون والليدي فيش في طريقة التنفس، حيث يتنفس ثلاثتهم عن طريق مثانة-العوم المعدلة، كما يوجد الأنواع الثلاثة في المياه المالحة. وتعتبر يرقات الأسماك العظمية من الـالأسماك طويلة الرأس (leptocephalic).
الجسد النحيل للأسماك العظمية يغطيه اللون الفضي، وظهره مصبوغ باللون الأزرق المائل للخضرة. ويوجد على النصف العلوي من جسمها حزوز داكنة وشرائط متقاطعة على الخطوط الجانبية. وكذلك، فإن جسم السمكة العظمية دائري بعض الشيء مع وجود خطم طويل متجه لأسفل. كما أن الزعانف الظهرية والذيلية سوداء. وتتنوع السمكة العظمية من حيث طول بلوغها حيث تتراوح بين 40–100 سم على حسب نوعها. ومتوسط حجم السمكة العظمية يتراوح من 3 إلى 5 باوندات (1–2 kg) بالإضافة إلى الرقم القياسي الذي حققته فلوريدا 16 باوند و3 أونصات (7.34 كجم).
وتعد الأسماك العظمية من أسماك المياه المالحة أو قليلة الملح فتعيش في مصبات الأنهار وتهاجر إلى البحر لتضع بيضها أثناء الدورة القمرية. وتتغذى في الرمال الضحلة والمسطحات الطينية على كائنات القاع الحية الأحياء القاعية (Benthos) مثل الديدان، والرخويات، والقريدس، والسلطعونات. وتستخدم خطمها المخروطي الشكل لاستئصال ضحاياها وغالبًا ما يُرى ذيلها خارج الماء. وتمتلك الأسماك العظمية أسنانًا ساحقة في النطع.

### Pterothrissus
يشبه ذلك الجنس الألبولا (Albula) باستثناء وجوده في مياه أعمق.

## وصلات خارجية
- The inshore grand slam Article about bonefish, permit and tarpon.
- Bone fishing in Los Roques general Info.

قالب:Actinopterygii